# Grad Riegersburg
Grad Riegersburg je srednjeveški grad na ugaslem vulkanu nad Riegersburgom v avstrijski deželi Štajerski. Od leta 1822 je grad v lasti stranske veje knežje družine Liechtenstein. V njem je muzej s spreminjajočimi se razstavami. Stoji na višini 450 m.

## Lega
Grad je bil zgrajen na hribu, ki je bil v davnini vulkan. Stoji je na okamnelem ostanku strjene staljene notranjosti vulkanskega vratu velikega stratovulkana, ki je verjetno ugasnil pred dvema ali več milijoni let tako kot drugi podobni hribi v severnoosrednji Evropi. Vrh ima 484 metrov nadmorske višine. 

## Zgodovina
Ljudje so živeli v okolici Riegersburga že nekaj tisoč let. Naselje je bilo ustanovljeno v 9. stoletju pr. n. št. in je imelo 300 prebivalcev. Od leta 15 pr. n. št. do leta 476 je bila regija del Rimskega cesarstva. V 3. in 9. stoletju so se priselili Bavarci, z vzhoda so jih napadali Madžari. To je bil začetek dolgega obdobja oboroženih spopadov.
Grad Riegersburg je bil v listinah prvič omenjen leta 1138 kot Ruotkerspurch, kar pomeni Rüdigerjev grad. V obdobju Karantanije okoli 7. stoletja je bil prav tu grad zatočišče, ki so ga na treh straneh varovale strme pečine grajskega hriba, na zahodu pa potok, ki ima ime po dolini Graz, slovensko Grajski potok.
Pfalški Aribonci so okoli leta 1020 od cesarja Henrika II. dobili velik del Vzhodne štajerske marke. Pod Konradom II. je rodbina deželo leta 1030 spet izgubila do leta 1043 pod Henrikom III., ko si jo je končno spet pridobila.
Pred letom 1100 ali okrog leta 1100 naj bi bila na severnem vrhu zgrajena trdnjava (pozneje Kronegg), na severovzhodu ob vznožju je bila župnijska cerkev Marije Magdalene (njeno župnišče se je do leta 1979 uporabljalo za poznejšo skoraj kilometer oddaljeno župnijsko cerkev svetega Martina), zahodno od gradu pa je nastalo naselje, pozneje imenovano Altenmarkt, ki je morda v zametkih obstajalo že prej.
Grad je bil leta 1142 v lasti Hartnida iz Traisna. Takrat se je imenoval von Riegersburg. Nato ga je dobil njegov zet Richer von Hengist (1130–1168), ugleden ministerial mejnih grofov Traungauer, prednik družine Riegersburški-Wildonski. Njegovi sinovi so bili Hartnid, Herrand I. in Richer, zadnja dva sta bila od okoli 1174 gospodarja na gradu Wildon.
Mogočni riegersburško-wildonski mejni grof Otokar III. je okoli 1140 do 1150 na območju današnje mejne posesti zgradil gosposko trdnjavo in ob vznožju ustanovil trg Riegersburg, ki je bil prvič omenjen leta 1170 ob gradnji cerkve svetega Martina. Spodnjo trdnjavo (pozneje Lichteneck) so dajali v upravljanje vikontom.
Po smrti Leutolda Riegersburško-Wildonskega leta 1249 je zgornja trdnjava prešla na njegovo hčerko Gertrudo, ki je bila poročena z Alberjem von Kuenring-Dürnsteinom. Leta 1295 je Leutold Kuenring z avstrijskim plemstvom nastopil proti vojvodi Albrehtu, ki ga je premagal, njegovo "hišo Rugerspurch" pa leta 1299 prodal Ulrichu I. Walseerškemu. V naslednjih desetletjih je prevzel celotno grajsko območje in na koncu leta 1320 celo gosposki spodnji grad, najprej kot kavcijo, na koncu kot dedni fevd.
Leta 1363 so štajerski Walseeji izumrli, nasledila jih je zgornjeavstrijska veja Walsee-Enns, potem ko so zmagali v sporu s Habsburžani. Po letu 1400 je bil grad začasno v lasti Otta von Stubenberga, vendar je bil že leta 1409 spet prost.
Leta 1434 je grad obnovil Reinprecht III., vendar ga je že leta 1456 zastavil njegov sin Wolfgang in dobil ga je Leutold von Stubenberg. Njegov brat Reinprecht IV. ga je podedoval 1466/70, vendar ga je bil leta 1479 prisiljen prodati.
Med letoma 1469 in 1490 je Štajerska preživljala zelo težko obdobje: kuga, lakota, turški vpadi in madžarska vojna so zmanjšale število prebivalstva za četrtino do tretjino.
Leta 1539 je Andrä von Graben, plemič Kornberga iz Marburga, s poroko prišel do posesti Riegersburga, po njegovi smrti pa so ga zaradi formalne napake dobili spet Reichenburški. Leta 1571 je grad prišel v last Erasmusa von Stadla, ki je zgornji grad občutno preoblikoval v poznem renesančnem slogu. Leta 1618 je bil prodan Georgu Christophu von Ursenbecku. Iz tega obdobja je znan 20-dnevni dvoboj, na katerega spominja gravura na oknu v Veliki dvorani. Leta 1637 je grad dobil baron Seyfried Wechsler, leta 1638 ga je podedoval njegov stric Sigmund, leta 1648 z dedovanjem Sigmundova nečakinja Katharina Elisabeth Wechsler, poročena baronica Galler, znana kot Gallerica.
Bila je med najzanimivejšimi osebnostmi na Štajerskem v 17. stoletju. Bila je trikrat poročena. Prvi mož Hans Wilhelm Freiherr von Galler ji je plačal 15.000 goldinarjev za solastništvo in je imel izključno moč nad gradom in posestvom. Drugi mož, polkovnik Detleff von Kapell, je padel v bitki pri svetem Gotthardu leta 1664. Od tretjega, Hansa Stadla, se je ločila (!). Z nekaj posvetnimi in cerkvenimi sosedi so živeli v sporu, še posebej z glavnim župnikom Riegersburga Wolfgangom Strobelom. Z njim se je borila tudi za pravico do pokroviteljstva nad vikariatom župnije.
Zaradi grožnje turških vpadov iz vzhodne Štajerske so razširili utrdbe, kar je bilo zelo drago. 
Prostrano podgradje, šest vrat in enajst bastijonov s 15 hektarji površine in tri kilometre dolgim obzidjem so bili zatočišče prebivalstvu celotnega okolja z njihovo živino. Šele po smrti Gallerice († 1672) so leta 1676 dela končali grofje Purgstall, ko je grad prišel na Gallerjevo dedinjo Regino.
Potem ko so leta 1817 izumrli riegersburški grofje Purgstall, je bilo 17 dedičev, tudi grofi Sauer, Lanthier in Stubenberger, leta 1822 ga je na javni dražbi kupil knez Johann Lichtensteinski. Grad je ostal v lasti knežje družine Liechtenstein, ki ga je po opustošenju leta 1945 rešila nadaljnjega razpadanja. Danes je v lasti stranske veje družine Lichtenstein, edine plemiške rodbine v Avstriji, ki je leta 1919 ni prizadel zakon o odpravi plemstva, ker imajo državljanstvo svoje lastne monarhije, Kneževine Lihtenštajn. Od leta 2014 si Emanuel Liechtensteinski s svojo družino prizadeva za ohranjanje gradu.
Grad je med najbolj znanimi turističnimi znamenitostmi na Štajerskem. Na njem so tematske razstave, na primer o preganjanju čarovništva. Med najbolj znanimi žrtvami velikega čarovniškega procesa v Feldbachuod 1673 do 1675 je bila Katharina Paldauf, žena oskrbnika gradu Riegersburg.

## Območje gradu
Po strmem vzponu v neposredni bližini riegersburške župnijske cerkve je treba skozi vrata Steinkellertor, kmalu zatem pa še Cilli ali Burgertor. Po ozki poti se pride do napajališča za konje (Pferdeschwemme), nato do mogočnih vrat (Annentor) in po vzponu še do vrat Lichtenecker. Prva štiri grajska vrata so pripisana zidarskemu mojstru Bartholomeu Ebnerju in so bila zgrajena med letoma 1678 in 1690.
Skozi prostostoječa Piramidasta vrata (Pyramidentor) se po dolgi tlakovani poti pride do planote z vinogradi. To je podgradje, kjer so bili nekdanja orožarna in skladišča za živila ter urejen zunanji jarek. Lesen most vodi do Vaclavskih vrat (Wenzeltor) z bogato okrašenim portalom. V nišah sta ob straneh vrat kipa rimskih bogov Marsa in Belone. Pot je v nadaljevanju znana kot Oslovska pot (Eselsteig), strm vzpon nad pečino, ki se odpira na zunanje podgradje.
Poleg šestih vrat je skupno dvanajst bastijonov: bastijon svete Regine, svetega Mihaela, svetega Ksaverja, Marijin bastijon, Leopoldov, svetega Jožefa, svetega Antona, svetega Janeza, Katarinin bastijon in še trije. Nad obzidjem so na majhni ploščadi spominski mejniki, s ploščadi je dober razgled nad vinogradi. Približno 10 hektarjev velika površina je v lasti vinarjev iz regije.

## Grad Kronegg
Visoki grad v kompleksu se imenuje Kronegg. Je dvo- ali trinadstropen kompleks zgradb, ki obdajajo dve podolgovati dvorišči. Prevladuje arhitekturni slog od poznega baroka do pozne renesanse. Čez most, ki prečka drugi jarek, skozi portal se pride na prvo dvorišče trdnjave, ki je okrašena s stebri in arkadami. Prek drugega portala, okrašenega z raznimi grbi, vstopimo na dvorišče z vodnjakom, ki se imenuje Brunnenhof po leta 1640 narejenem in s kovanim železom okrašenem vodnjaku.
Poleg vhoda v visoki grad Kronegg stoji majhna kapelica. Znotraj Kronegga so na ogled sobe kneza, postelja znane graščakinje Gallerice, sobe s slikami, rimske sobe in sobe s turkerijami, Viteška dvorana, Bela dvorana, jedilnica in nekaj stopnišč.

## Sokolarstvo
Zanimivo in veličastno je prikazovanje sokolarstva.

## Vinogradništvo
Na obsežnem območju desetih hektarjev znotraj grajskega obzidja pridelujejo vino gallerica. Danes so vinogradi v zakupu okoliških vinogradnikov.

## Dostop
Na severni strani je strmo dvigalo, lahko pa se gre peš. Čeprav je pot strma in naporna, še posebej poleti, dobi obiskovalec boljši občutek višine in stoletja razvoja gradu.
Oslovska pot je že nekaj časa zaprta, ker je njena uporaba nevarna, saj je nad njo plezalna stena. Nekoč so na to pot padali iztrebki iz stranišča z dvema sedaloma, ki ga je Gallerica pogosto uporabljala za klepet s svojimi gosti.
Športni plezalci lahko uporabljajo zavarovano pot Leopold-ferato, vzpon težavnosti C, in dosežejo grad ob grajski krčmi.
Ob vznožju gradu je poleg parkirišča adrenalinski park.
- Annentor
- Napajališče za konje
- Lichteneggertor
- Visoki grad z vinogradi
- Mejniki
- Piramidasta vrata
- Pot na grad
- Vaclavska vrata
- Okrasje in grbi nad glavnim vhodom (Vaclavska vrata, 1653)
- Visoki grad Kronegg
- Vstop na Oslovsko pot v predgradju
- Skladišča